# Anastasia Mayo
Anastasia Mayo   (l'Hospitalet de Llobregat, 17 d'abril de 1980) nom artístic de Susana Plané Aguilar és una exactriu porno catalana.

## Biografia
Va estudiar formació professional, especialitat administrativa. Entre els anys 1983 i 1997 practicà natació. Fins al 1989 va viure pràcticament a casa dels seus avis a la ciutat de l’Hospitalet de Llobregat i posteriorment es va traslladar amb els seus pares a Viladecans.
Amb 16 anys, Anastasia va començar a treballar com a encarregada i dependenta a diferents botigues de mobles de Barcelona i posteriorment com a dependenta de botigues de roba i sabates, ocupació que compaginava amb la seva feina nocturna de gogó, ballant els caps de setmana a diferents discoteques de Viladecans i Castelldefels. Part del seu salari el va utilitzar per anar de botigues i comprar compulsivament roba, sabates i complements, fins al punt que es va convertir en una addicció i va arribar a ser una "víctima de la moda" (fashion victim).
Amb 20 anys va començar a treballar com a model de fotos eròtiques Tot seguit va començar la seva carrera professional a la industria cinematogràfica espanyola de cinema per a adults.
El 2004 es va publicar la seva biografia Los placeres de Anastasia, escrita per Anna García, que aprofundia un tema que poc mesos abans havia iniciat Nacho Vidal i que posteriorment han continuat altres actrius i actors de cinema per a adults.
Entre el 2003 i el 2004 grava el documental La piel pendida, del director valencià Vicente Pérez Herrero, que va ser estrenat al 2005, un documental en el qual Anastasia conjuntament amb altres actors, actrius i productors de la indústria pornogràfica espanyola parlen sense embuts de la seva vida diària i dels secrets de la seva feina, així com de la conciliació de la vida familiar i laboral, des d'un punt de vista més humà.

## Carrera d'actriu porno
A punt de complir 21 anys, va assistir com a espectadora al Festival Internacional de Cinema Eròtic de Barcelona 2001 i gràcies al seu amic madrileny Juan, va obtenir el seu primer contracte per treballar com a professional a la industria cinematogràfica espanyola del porno. Va ser aquell dia, que es va autobatejar artísticament amb el nom d'Anastasia, influenciada per la seva ídol, la cantant estatunidenca Anastacia.
Les primeres feines van consistir en escenes a petites produccions i pel·lícules porno espanyoles del director i productor Jon Morbvs o del famós actor porno Torbe (2003). Tot i que la pel·lícula que marcà el veritable inici en la seva carrera professional en el món del porno va ser la pel·lícula Serial fucker, session 3 que va gravar el 2003 amb Max Cortés com a actor i director. Aquesta pel·lícula li va permetre dedicar-se per complet al cinema pornogràfic i amb la seva popularitat va poder començar a treballar amb grans actors i directors del cinema porno espanyol, com Max Cortes, Nacho Vidal i Rocco Siffredi.
No serà fins al 2004 quan li arriben els primers premis i guanya el Premi Ninfa com a Millor actriu porno jove al Festival Internacional de Cinema Eròtic de Barcelona i també l'European X Awards com a Millor actriu porno espanyola al Festival Internacional de l'Erotisme de Brussel·les, que la converteix en una estrella europea.
L'augment de popularitat arran de la participació en diferents reality-show d'algunes cadenes de televisió, li permet augmentar el seu prestigi en el cinema pornogràfic. Amb 25 anys se sotmet a una operació de cirurgia estètica i es fa un augment de pit.
No va tornar a guanyar un premi fins a l'any 2008, quan va rebre el Premi Ninfa del públic com a Millor actriu porno al Festival Internacional de Cinema Eròtic de Barcelona.
Anastasia ha estat considerada la millor actriu del país i una de les millors de la indústria internacional del porno i, com a tal, ha actuat de cap de cartell i portaveu de diferents festivals eròtics; per exemple, el Festival Internacional de Cinema Eròtic de Barcelona que s'havia celebrat a La Farga de l'Hospitalet, el FICEB” Madrid” 2008, el Festival Eròtic Internacional Festerotic Benidorm 2009 o l'Eros Andalusia2010 i 2011.
Ha aparegut en diverses revistes, com ara Cosmopolitan, Primera Línea, Dominical o Lib i ha estat portada a la revista Interviu.
L'any 2018 Anastasia es va retirar de la indústria de l'entreteniment per a adults.

## Premis
Anastasia ha estat considerada la millor actriu del país i una de les millors a nivell internacional, i ha rebut un bon nombre de premis en reconeixement de la seva trajectòria.
| Any  | Premi                  | Nominació                     | Festival                                             |
| ---- | ---------------------- | ----------------------------- | ---------------------------------------------------- |
| 2008 | Premi Ninfa del públic | Millor actriu porno           | Festival Internacional de Cinema Eròtic de Barcelona |
| 2005 | European X Awards      | Millor actriu porno espanyola | Festival Internacional de l'Erotisme de Brussel·les  |
| 2004 | European X Awards      | Millor actriu porno espanyola | Festival Internacional de l'Erotisme de Brussel·les  |
| 2004 | Premi Ninfa            | Millor actriu porno jove      | Festival Internacional de Cinema Eròtic de Barcelona |

## Presènciatelevisiva
El 2005 es donà a conèixer al gran públic espanyol en començar a treballar com a streeper al programa d'entrevistes nocturnes Crónicas marcianas emès per la cadena Telecinco i dirigit i presentat per Xavier Sardà, cosa que la va convertir en l'estrella del porno més coneguda del moment i icona passatgera de l'univers marcià. Va participar també en el programa de telerealitat Préstame tu vida un programa d'intercanvi de vides entre dues persones emès per TVE i presentat per Ana García Lozano. Així com una participació com a streeper al programa de tertúlia televisiu La noria, emès per Telecinco i presentat per Jordi González I una participació al programa televisiu 7 días, 7 noches, emès per Antena 3.
L'any 2007 va ser convidada conjuntament amb altres dues estrelles del porno del Festival Internacional de Cinema Eròtic de Barcelona FICEB 2007 al programa Buenafuente, emès per La Sexta i presentat per Andreu Buenafuente, qui els va fer una entrevista en seu peculiar estil.
El 2013 fa un paper secundari al capítol 19, “Personal Jesus” (interpretant la Iolanda), de la sèrie Pop ràpid, de TV3, dirigida i escrita per Marc Crehuet.

## Altres projectes
Anastasia Mayo ha iniciat projectes en altres àmbits, a banda del d'actriu. Al setembre de 2006 va saltar al sector de la telefonia mòbil, quan va llançar el seu primer joc per a aquesta mena de telèfons anomenat Anastasia Mayo Vegas.